# 华江路桥
华江路桥是中國上海市境內一座跨越苏州河的橋樑。該橋北連嘉定區的華江公路，南連閔行區的華江路。
1971年10月，华江路桥开工，1972年3月竣工。當時該橋是一座钢筋混凝土双曲拱桥。後來该桥的桥台发生位移。1982年，當局加固桥台。1984年起又降低荷载等级，橋两侧设立限速、限载标志。1988年1月8日，大桥西侧有地方断裂错位，當局隨即封锁交通，阻止車輛駛入橋樑。之後當局決定重建华江路桥。新的华江路桥於1988年9月开工，1989年6月竣工，同年8月通过验收。
2014年7月末，新聞晨報記者在凌晨來到華江路橋，發現橋上有許多摊贩在販賣豬内脏。